# Microrregión del Litoral Norte Alagoano
La Microrregión del Litoral Norte Alagoano está localizada en la Mesorregión del Este Alagoano, en el  estado de Alagoas. Etás formada por cinco municipios, siendo el más poblado el de Maragogi.

## Municipios
- Japaratinga
- Maragogi
- Passo de Camaragibe
- Porto de Pedras
- São Miguel dos Milagres

- Datos: Q2201909